# Ốc nón Sơn Đoòng
Ốc nón Sơn Đoòng (danh pháp: Calybium plicatus) là một loài ốc cạn thuộc chi Calybium, họ Helicinidae, bộ Cycloneritida, lớp Gastropoda phát hiện tại 1 hố sụt bên trong hang Sơn Đoòng, Vườn quốc gia Phong Nha - Kẻ Bàng, tỉnh Quảng Bình, miền Trung Việt Nam trong chương trình Nghiên cứu đa dạng sinh học hệ thống hang động Sơn Đoòng, VQG Phong Nha – Kẻ Bàng phục vụ bảo tồn và phát triển bền vững (2022-2024) của Bảo tàng Thiên nhiên Việt Nam, công bố trên tạp chí Ruthenica năm 2025.